# Monte Musinè
Il monte Musinè (mont Musiné in piemontese) è una montagna delle Alpi Graie alta 1.150 m s.l.m.
Si trova all'inizio della Val di Susa e interessa i comuni di Caselette, Almese e Val della Torre. Escludendo le Colline del Po, è la montagna più vicina a Torino insieme al Monte San Giorgio a Piossasco, dai 12 ai 25 km in linea d'aria a seconda della posizione in città, ma nonostante la vicinanza a volte a causa della foschia in pianura e nella bassa valle non risulta visibile.

## Etimologia
Il nome Musinè viene generalmente considerato una contrazione del piemontese monte degli asini (Mont Asiné), ma è un luogo comune tanto diffuso quanto sbagliato; l'origine storica del nome è ben diversa.
 Numerose attestazioni in documenti medievali lo indicano come mons Vicinea (in un documento del 1020), Vesenius (intorno al 1150), Vesinerius (nel 1208), Vixinerius (nel 1302): varianti di un unico termine derivato da vicus (= villaggio); il mons Vicinea era cioè la "montagna del villaggio" ed il suo nome ricorda un'antica organizzazione (forse già di età romana) di una comunità che vi esercitava diritti di uso su terre comuni. L'espressione "monte Asinaro" compare in documenti d'archivio ai primi del Settecento; ma accanto ad essa si trova spesso la voce "Musinero", che è lo sviluppo volgarizzato della denominazione medievale, mentre "monte Asinaro" è probabilmente il risultato di un'interpretazione pseudo-erudita che cercava di spiegare l'etimologia di "Musinero" senza conoscerne (o senza saperne riconoscere) l'antecedente medievale.

## Descrizione
Il Musinè è la montagna più orientale della lunga cresta spartiacque che separa il bacino della Dora Riparia da quello della Stura di Lanzo; la vetta principale presenta un'anticima settentrionale (il Truc dell'Eremita, 1.101 m) ed è circondata da una serie di elevazioni satelliti: a est il rilievo a quota 535 sul quale sorge il santuario di Sant'Abaco, a ovest il Truc Randolera (666 m) e a nord-est il monte Calvo (551 m). Il Musinè è separato dal vicino monte Curt (1.323 m) da una lunga costiera boscosa che ha il suo punto più basso nel colle la Bassetta (948 m). Tele valico rappresenta per il Musinè il punto di minimo, che ne determina una prominenza topografica di 202 metri. Sul versante sud della montagna è situato il Piano Domini a circa 450 di quota. Il pianoro è lungo all'incirca 700 metri ed offre un ampio panorama che spazia dalla pianura torinese alle vette dell'alta Valsusa. Per Pian Domini passa la cosiddetta pista tagliafuoco, che parte dalla località Rivera di Almese e, dopo aver dato origine a una diramazione verso Madonna della Bassa, finisce presso il campo sportivo di Caselette ovvero il punto di partenza più noto per l'ascesa alla vetta del Musinè. 
Situato a circa 20 km a ovest di Torino, il Musinè ricade nei territori comunali di Caselette e Almese (a loro volta appartenenti alla Comunità Montana Valle Susa e Val Sangone) e in quello di Val della Torre (Comunità Montana Valli di Lanzo, Ceronda e Casternone). La montagna è completamente inclusa, assieme ai laghetti a nord di Caselette, nel Sito di Interesse Comunitario (SIC) della rete europea Natura 2000 “Monte Musiné e Laghi di Caselette” (codice IT1110081).
Sulla vetta è stata eretta nell'anno 1901 una croce di vetta bianca in cemento armato, alta ben 15 metri (restaurata nel 1991), la quale permette di distinguere facilmente il Musinè da tutte le altre montagne del gruppo. Sulla cima del monte, che è costituita da un grande piazzale erboso disseminato di rocce affioranti, si trova anche una tavola di orientamento, in acciaio inossidabile, con l'indicazione delle principali montagne (tra cui il Cervino) visibili da quel punto a occhio nudo nelle giornate di bel tempo. A sua volta il Musinè domina la pianura torinese ed è visibile anche da molto lontano, per esempio dalle Alpi Biellesi.

## Geologia
Da un punto di vista geologico il Musinè è noto come uno dei migliori esempi di affioramento in superficie del mantello terrestre. Si tratta di una scaglia di mantello continentale che venne sollevata e portata alla luce da movimenti tettonici di rifting. Le rocce di cui è costituito sono principalmente di tipo ultrabasico (con presenza di peridotiti, olivina, spinello) e si presentano in uno stato molto vicino a quello originario, non essendo state trasformate del metamorfismo che ha invece interessato varie altre zone della catena alpina. Perifericamente rispetto alla cima in alcune aree le rocce originarie si sono trasformate in serpentiniti. Alle falde del Musinè sono presenti depositi morenici caratterizzati da tessitura molto variabile e che comprendono frammenti rocciosi anche di grandi dimensioni (massi erratici). Questi depositi fanno parte della morena laterale sinistra dell'Anfiteatro morenico di Rivoli-Avigliana. Sul lato valsusino il Musinè definisce, assiema al già citato Monte Curt, un ampio circo glaciale drenato dal Rio Morsino (un affluente del Messa) e dal un fitto reticolo idrografico che lo alimenta.

## Storia

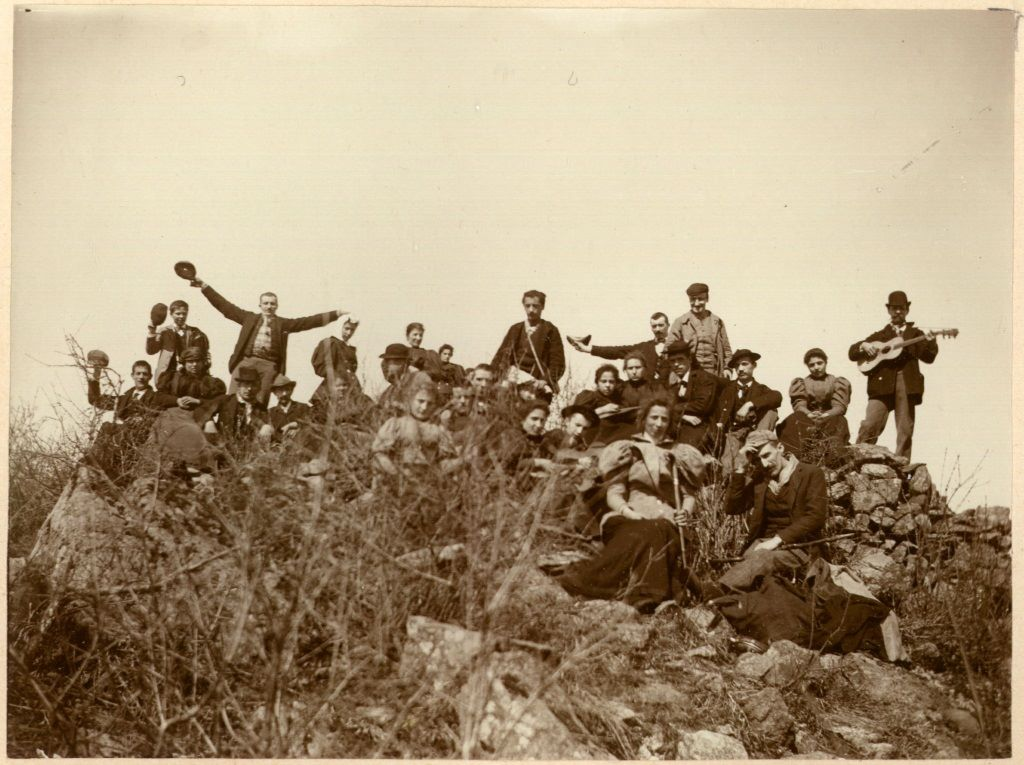
Gruppo di escursionisti in cima al Musinè nel 1896 (foto C.Giacchino)

Indagini archeologiche hanno segnalato il Musinè come area di presenze pre e protostoriche: in territorio di Caselette tracce di una capanna di fine Età del Bronzo Antico (circa 1700 a.C.) in zona vicino alle vecchie cave di magnesite segnalano la più antica frequentazione per ora accertata nell'area del Musinè, mentre la Tarda Età del Ferro (ultimi secoli a.C.) è documentata da più ritrovamenti: in territorio di Almese da reperti ceramici presso il monte Truc Randolera e in quello di Caselette da qualche traccia sulla cima del Moncalvo e soprattutto da un probabile sito rituale alle Rocchette (III-I secolo a.C.) oltre che in un punto poco sotto la vetta del monte.

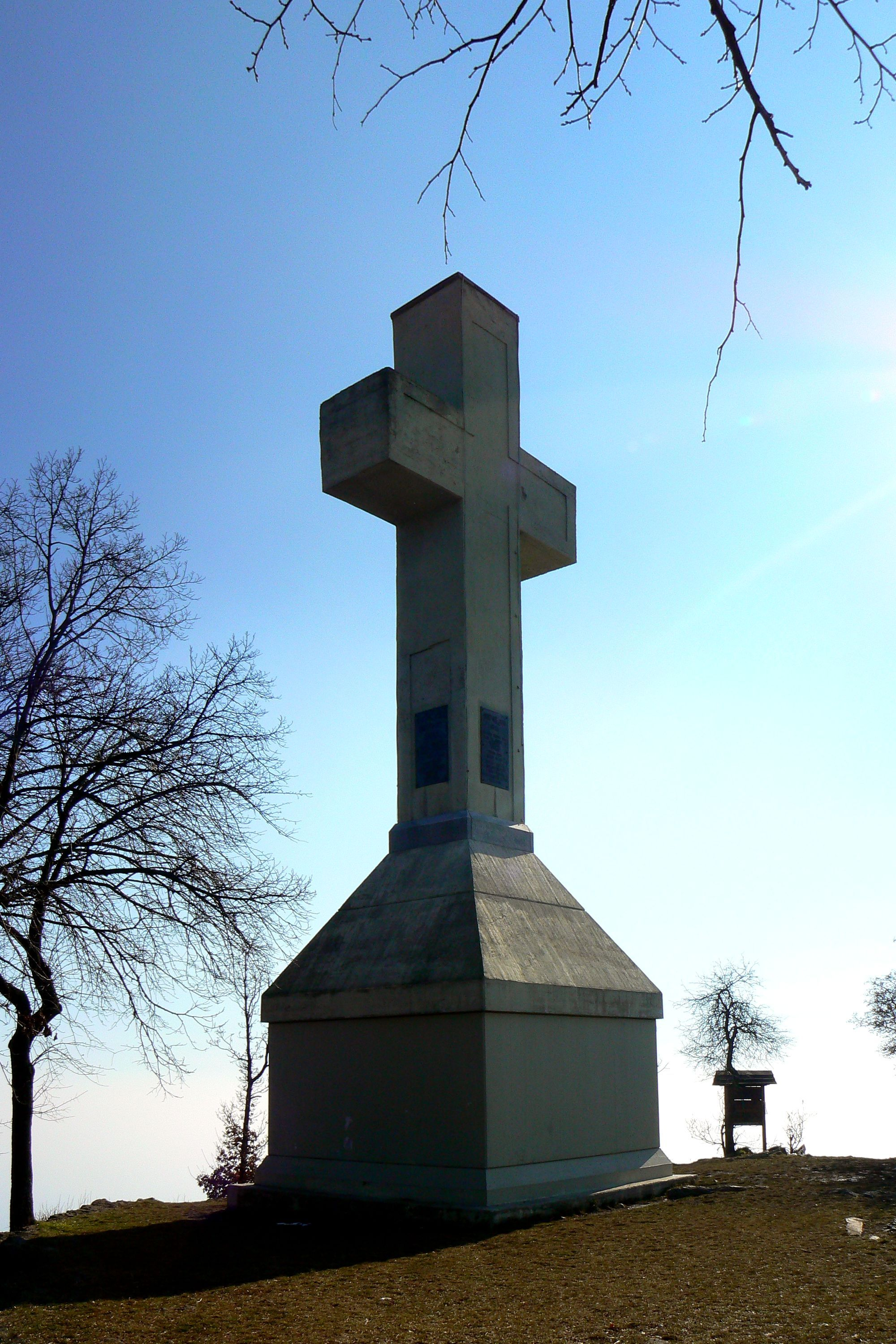
La colossale croce di vetta in cemento posta sulla spianata sommitale del Musinè

In epoca romana l'inserimento della zona tra Torinese e Valle di Susa nella sfera di influenza di Roma (avvenuto in età augustea, negli ultimi anni del I secolo a.C.) è ben rappresentato ai piedi del Musinè da due edifici: una villa rustica a Caselette in zona Pian e una grande villa residenziale ad Almese presso le Grange di Rivera.
Almeno da età medievale (ma forse già da epoca romana) il Musinè ha rappresentato per le comunità insediate ai suoi piedi un "territorio di usi comuni" quale segnalato dal suo stesso nome: preziosa riserva di legname, terreno da pascolo, luogo di raccolta di frutti selvatici, erba e fogliame; il tutto non come proprietà privata ma come terra comune. Per secoli il taglio periodico di lotti di bosco ceduo sul Musinè è stato un'importante fonte di entrata nel bilancio del comune di Caselette e per secoli il pascolo e la raccolta di erba e foglie fu un diritto di uso civico che la comunità cercò sempre di tutelare. Dalla montagna poi, sempre in ambito caselettese, si raccoglievano le acque delle fontane, che erano incanalate ad alimentare il paese. E la montagna offriva anche qualche risorsa mineraria: la presenza di magnesite era già evidente nell'antichità (usata, ad esempio, nella villa rustica di età romana come materiale per pavimenti), ma dopo la metà dell'Ottocento si avviò un suo utilizzo industriale: dal 1875 fino agli anni della seconda guerra mondiale le cave di magnesite alimentarono l'unica attività industriale allora esistente in Caselette.
Non stupisce allora se una montagna così legata in modo essenziale alla sopravvivenza della comunità abbia anche visto sorgere su di essa dei segni spirituali, in cui la gente si riconosceva ed esprimeva fede e valori: dal santuario di Sant'Abaco (sorto a metà '500, spazio di aggregazione socio-religiosa assai frequentato e sentito) alla Croce monumentale costruita nel 1901, il Musinè viene anche considerato un "luogo dello spirito".

## Ambiente
Il Monte Musinè è stato individuato dalla L.R. n.19 del 2009 come SIC (Sito di Interesse Comunitario) con denominazione "Monte Musinè e Laghi di Caselette". I SIC sono parte della rete Natura 2000, una rete ecologica continentale che al di là della tutela di singole specie o aree vuole difendere la vitalità delle popolazioni isolate permettendo lo scambio di individui tra i vari siti. Il codice assegnato al SIC del Monte Musinè è IT1110081; l'area protetta si estende per 1.524 ettari e comprende, oltre al Musinè, anche i rilievi morenici che lo incorniciano e i piccoli laghi intramorenici di Caselette e di San Gillio (Lago Borgarino). L'inclusione di un'area in un SIC deve, per legge, essere tenuta in debito conto nella Valutazione di Impatto Ambientale (VIA) e Valutazione Ambientale Strategica (VAS) prescritte per la realizzazione di grandi opere (quali le infrastrutture di trasporto). Per ogni SIC la Regione Piemonte deve adottare un Piano di Gestione che fornisca indicazioni per una sua gestione in grado di evitare "alterazioni che ne pregiudichino lo stato di conservazione". A seguito dell'adozione di tale piano nel 2017 il sito è stato designato quale Zona speciale di conservazione.

## Accesso alla vetta
L'ascensione del Musinè è un itinerario di tipo prettamente escursionistico. Il sentiero più frequentato segue tutto il crinale sud-est che parte dal campo sportivo di Caselette (378 m). Prima raggiunge il santuario di Sant'Abaco, dove lungo il sentiero vi sono delle cappellette che funzionano da stazioni della via crucis, poi si inerpica dietro al santuario percorrendo integralmente la cresta sudest, per la quale in poco più di un'ora si può raggiungere la vetta. Dalla cima nelle belle giornate si gode di un buon panorama a 360°.
 Essendo il versante esposto al sole, il periodo più indicato per effettuare la salita va da ottobre a maggio, in quanto durante la stagione estiva il caldo può risultare fastidioso. Altri sentieri salgono alla cima da Almese, Rivera, Milanere o dalle varie frazioni di Val della Torre.
Per chi si cimenta nell'ascensione del Musinè è d'obbligo fare attenzione alla processionaria dei pini, un lepidottero le cui larve possono arrecare danni alla salute dell'uomo e a quella di animali.

## Alpinismo
La montagna è di interesse prevalentemente escursionistico, ma attorno ad essa sono sparsi parecchi massi erratici sui quali, in particolare a partire dagli anni settanta del Novecento, sono state descritte varie vie di arrampicata. Molti di questi massi sono ancora oggi apprezzati dagli amanti del bouldering.
Più di recente sul versante meridionale della montagna sono state aperte altre vie di arrampicata, tra le quali In Hoc Signo Vinces,, la via Ivano Boscolo e quella degli speroni.

## Sci
Il Musinè si trova ad una quota che di solito non consente di sciare; è però interessante ricordare che all'inizio degli anni settanta del Novecento sul versante orientale della montagna fu costruito il Villaggio Primavalle che a sua volta ospitava il Centro Sportivo Musinè, dove si potevano praticare in ogni stagione lo sci da discesa e lo sci di fondo su piste in materiale sintetico. Dopo il successivo abbandono dell'area vari progetti di valorizzazione residenziale o turistica, più o meno rispettosi dell'ambiente naturale, si sono succeduti nel tempo per essere poi accantonati sia a causa di difficoltà a reperire i finanziamenti sia perché divenuti incompatibili con l'istituzione del SIC. L'area dell'ex-villaggio nel frattempo si è rinaturalizzata in modo spontaneo e vi si sono insediate specie altrove are o minacciate, così che i progetti oggi in atto riguardano la messa in sicurezza e la conservazione di queste peculiarità naturalistiche, in particolare quelle legate alle piccole zone umide presenti.

## Miti, leggende e presunti fenomeni paranormali
Il Monte Musinè è al centro di miti, leggende e dicerie di vario tipo ed è noto per questo agli amanti del mistero. Probabilmente anche per il relativo isolamento rispetto alle altre cime e la particolarità della vegetazione, la montagna è da sempre ritenuta un sito esoterico. Esistono diversi racconti misteriosi e leggendari sul Musinè: da ipotetica sede di una base aliena e vari avvistamenti UFO, alla presenza di fuochi fatui notturni, da rigagnoli nei quali in alcuni punti l'acqua scorrerebbe al contrario rispetto alla forza di gravità, a punto catalizzatore radiante spirituale delle misteriose rotte o linee ortogoniche e a luogo di riunione e raccolta di erbe magiche per le masche (il termine piemontese per streghe).

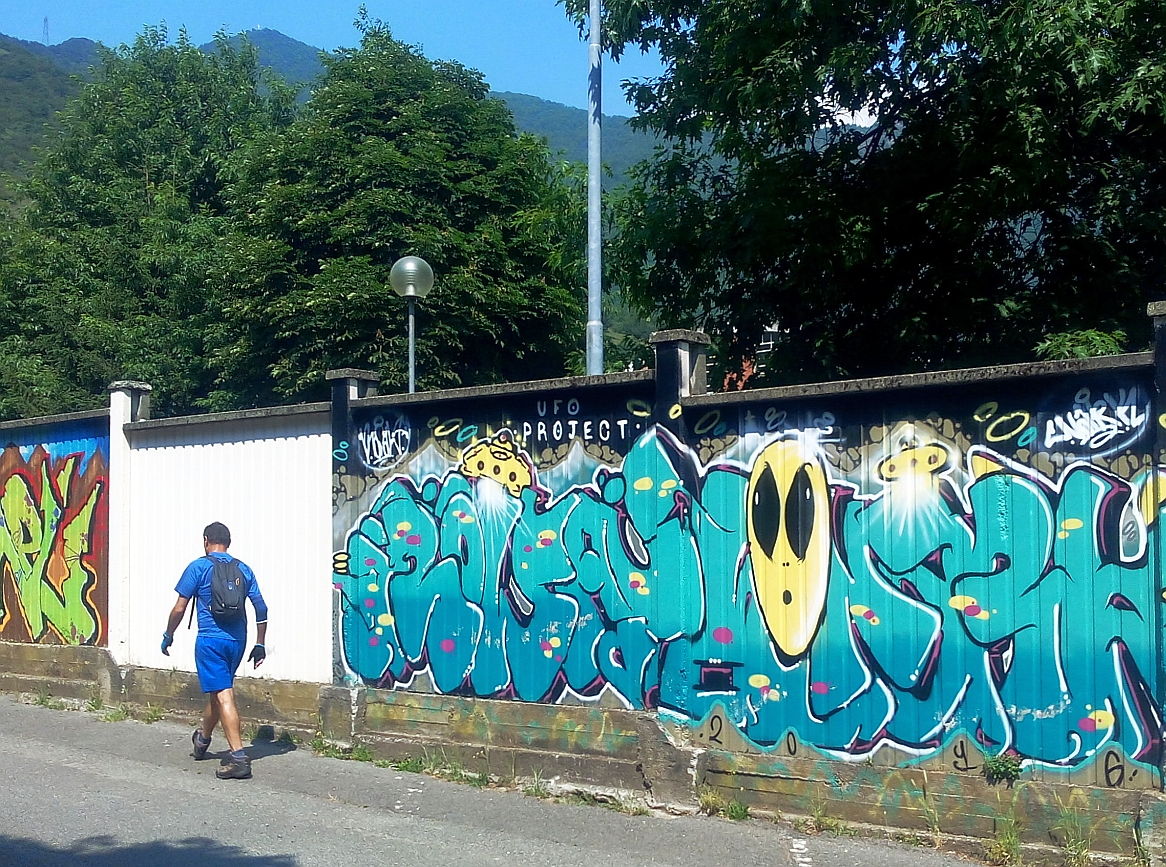
Graffiti di ispirazione ufologica alla base della montagna

- Tra gli avvistamenti - veri o presunti - di esseri alieni uno dei più clamorosi risale all'8 dicembre 1978 quando, alle falde del monte, due giovani escursionisti videro un'intensa luce; uno dei due dopo essersi avvicinato alla fonte luminosa, scomparve. Il suo compagno, con l'aiuto di altri escursionisti trovati nei pressi del luogo della scomparsa, iniziò le ricerche dell'amico. Questi, dopo essere stato ritrovato in stato di shock e con una evidente bruciatura su una gamba, quando si fu sufficientemente riavuto dallo stato di trance nel quale era caduto riferì di essersi avvicinato ad un veicolo di forma oblunga dal quale erano scesi alcuni esseri che lo avrebbero toccato e sollevato. Entrambi i testimoni soffrirono di congiuntivite per un certo periodo.[35]
- Leggende narrano che fu sede di esilio temporaneo del re della Giudea Erode il Grande in espiazione della Strage degli innocenti raccontata nel Vangelo secondo Matteo, prima di ritornare a Gerico, dove morì[36].
- Altre leggende narrano che fu proprio qui che apparve a Costantino I la croce fiammeggiante con la scritta In hoc signo vinces (in questo segno vincerai), nel 312 alla vigilia della cosiddetta Battaglia di Torino[37] tra l'esercito di Costantino e quello di Massenzio, nell'ambito della guerra civile seguita alla morte di Costanzo Cloro. Episodio che avrebbe convinto Costantino a convertirsi al cristianesimo. Proprio per ricordare l'apparizione miracolosa nel 1901 fu eretta sulla cima del monte una croce in cemento armato alta 15 metri, con una targa commemorativa[38].

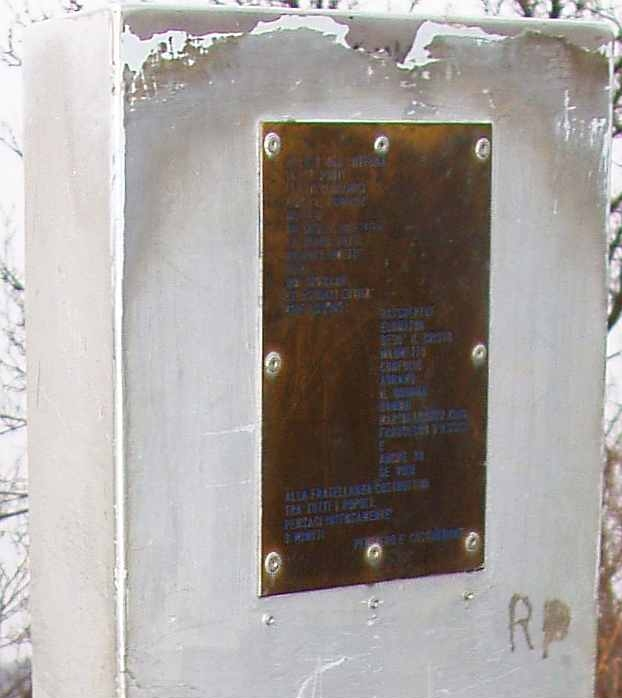
L'iscrizione sul pilastrino di vetta nel marzo 2006

- Sul pilastrino di vetta della montagna è stata apposta una placca anonima con l'iscrizione : "Qui è l'Una Antenna dei Sette Punti Elettrodinamici, che dal proprio nucleo incandescente vivo la Terra tutta respira emette vita. Qui operano le Astrali Entità che furono: Hatshepsut, Echnaton, Gesù il Cristo, Abramo, Confucio, Maometto, Buddha, Gandhi, Martin Luther King, Francesco d'Assisi, e anche Tu, se vuoi, alla fratellanza costruttiva tra tutti i Popoli. Pensaci intensamente, 3 minuti: Pensiero è Costruzione".[39][40]

## Nella letteratura e nei media
Attorno al Musinè sono stati girati vari documentari e trasmissioni televisive. Inoltre è stato scelto tra le location di alcuni film, tra i quali il post-atomico La città dell'ultima paura del regista Carlo Ausino (1975).

Lo scrittore Marcello Simoni ambienta sul Musinè l'epilogo del suo romanzo Il mercante di libri maledetti, descrivendo la montagna in questi termini:
« ...era un luogo avvolto dal mistero, e si diceva che là lo spirito di Erode si aggirasse su un carro infuocato. Fra quelle rocce, inoltre, le streghe si radunavano per celebrare i loro riti... ».

## Galleria d'immagini

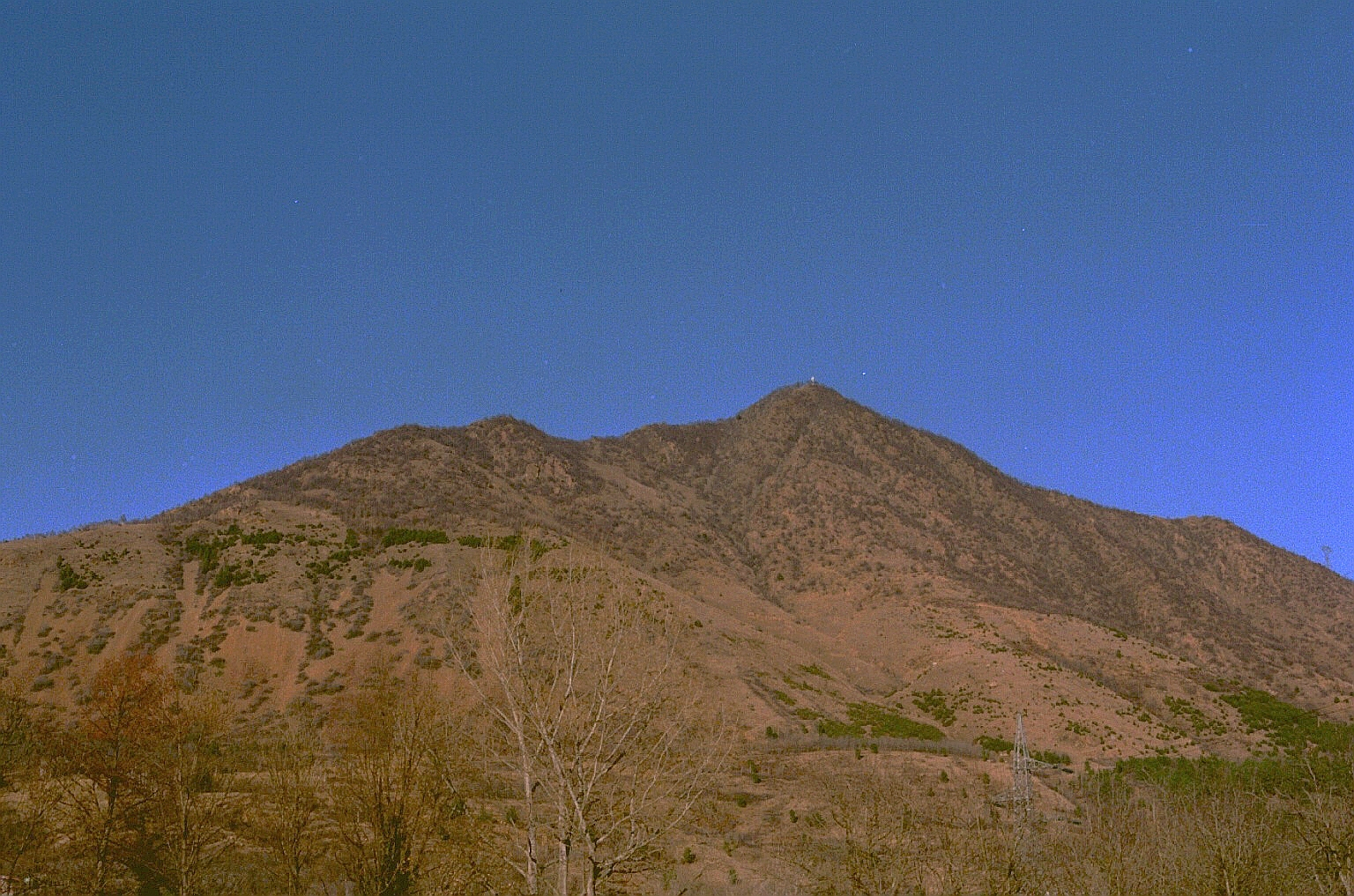
Il versante sud del Musinè visto dalla ex-statale 24, nei pressi di Milanere (Almese, TO)
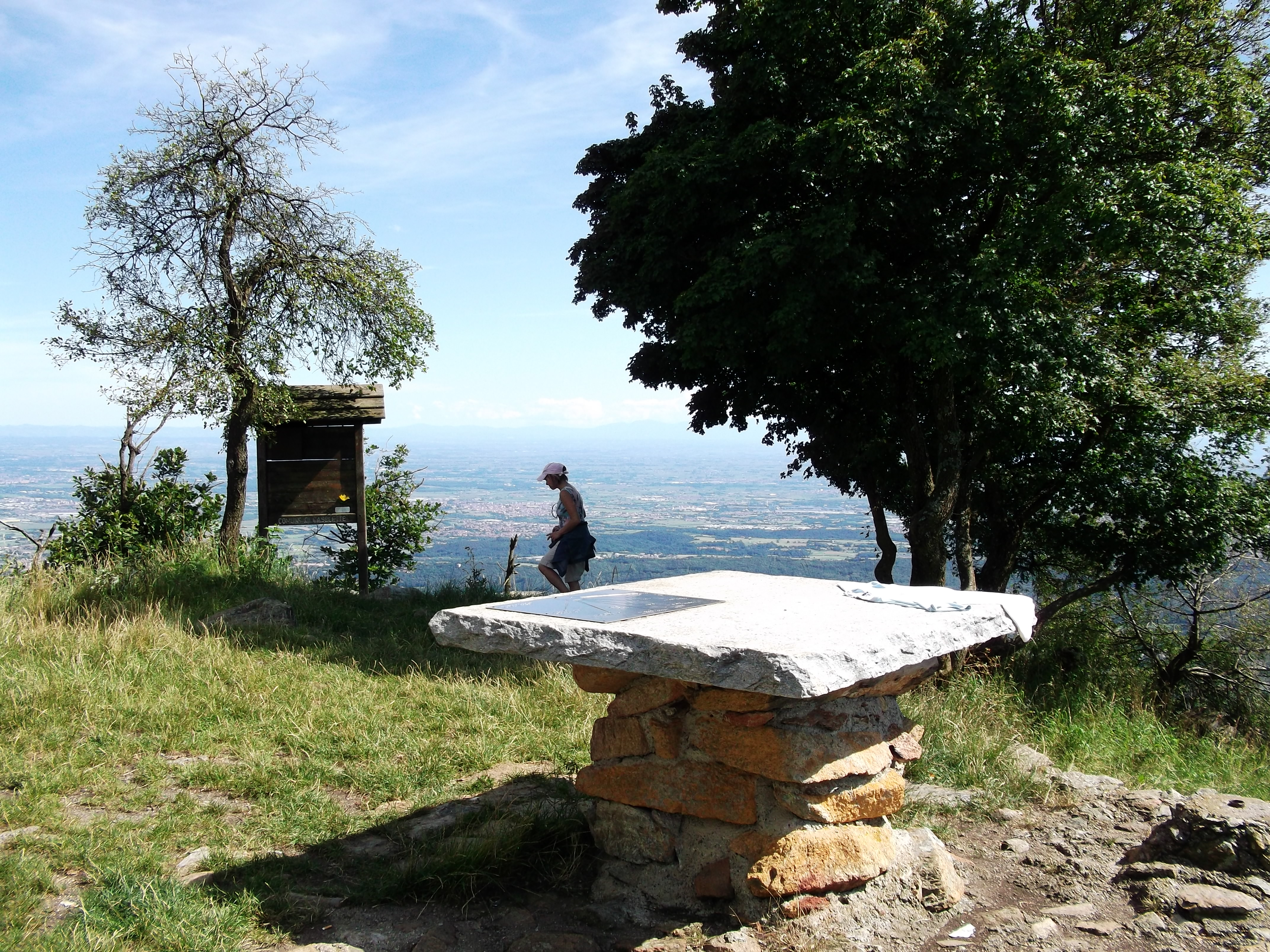
Particolare della vetta del Musinè
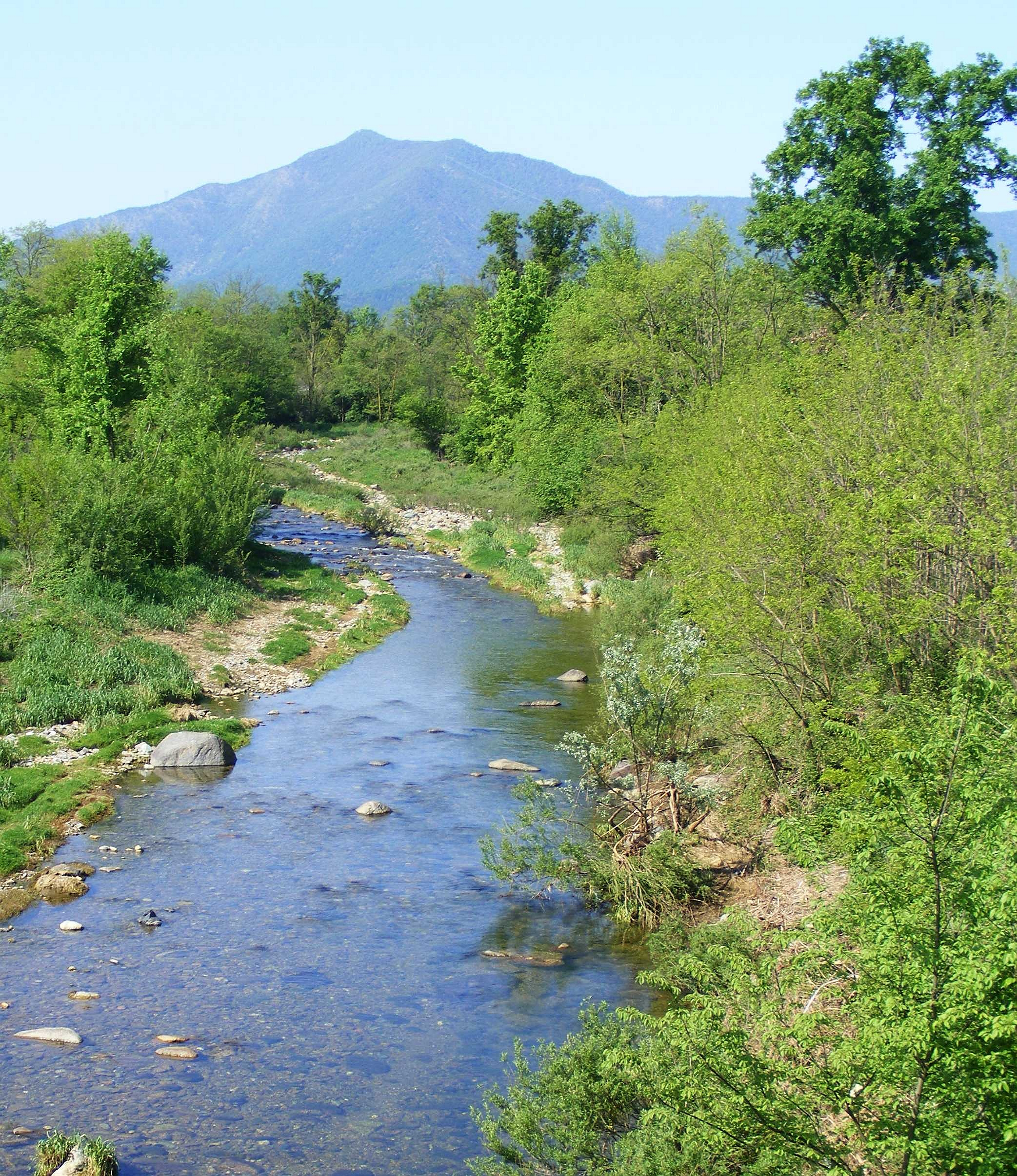
Il Musinè visto dal ponte di San Gillio sul Torrente Casternone
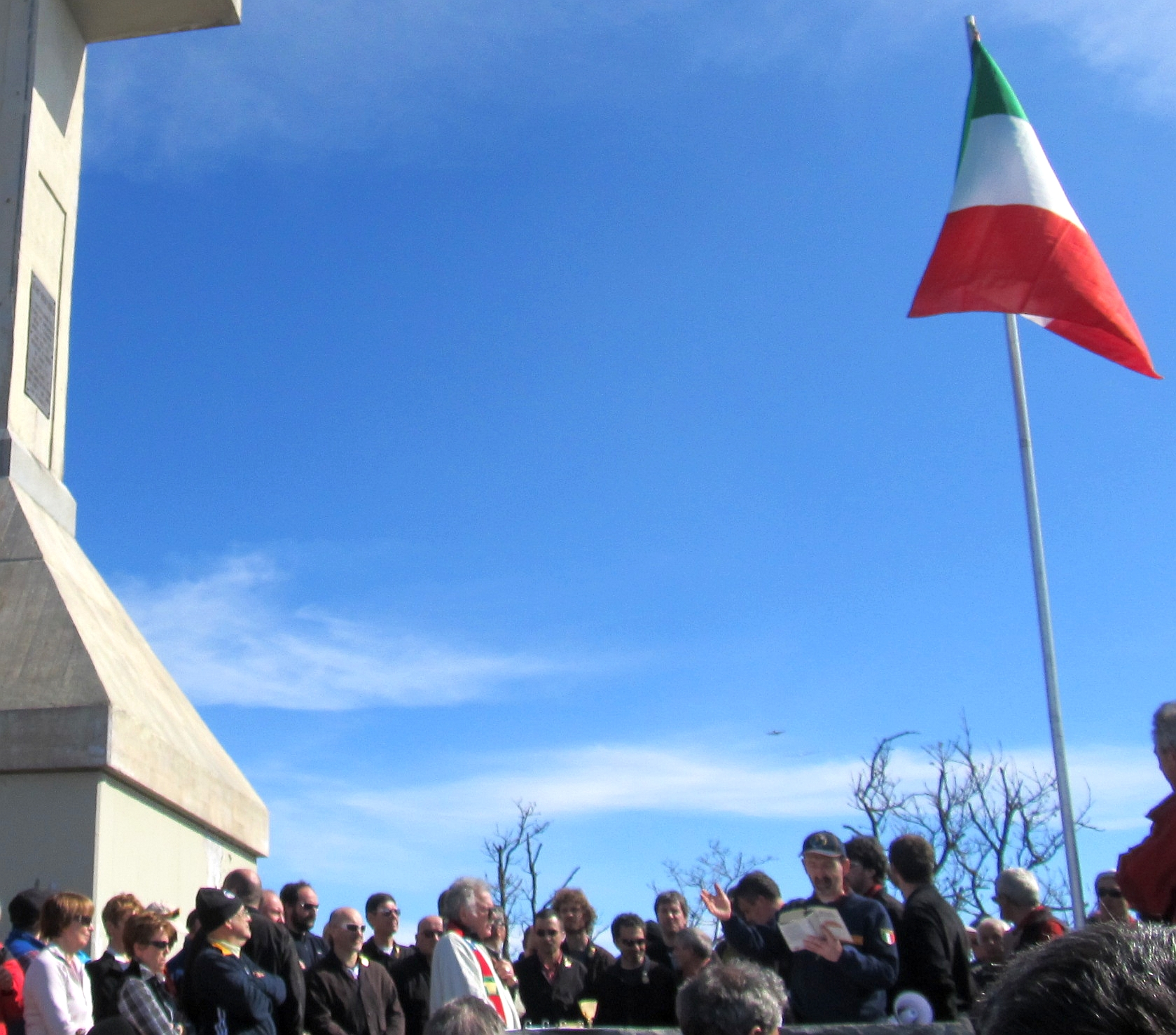
La messa per il centenario della fondazione del CAI-UGET sul Musinè
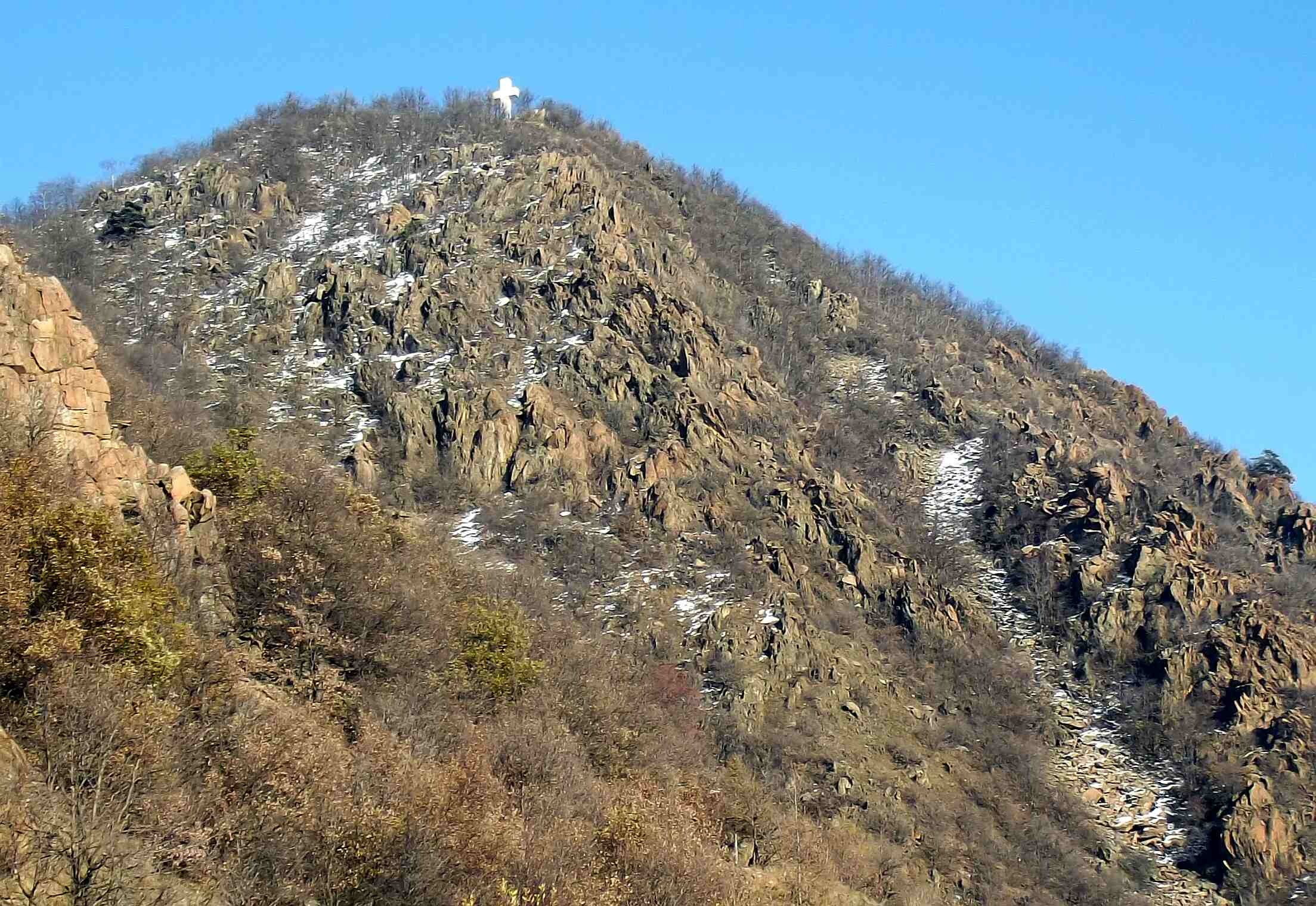
L'aspro versante sud-occidentale

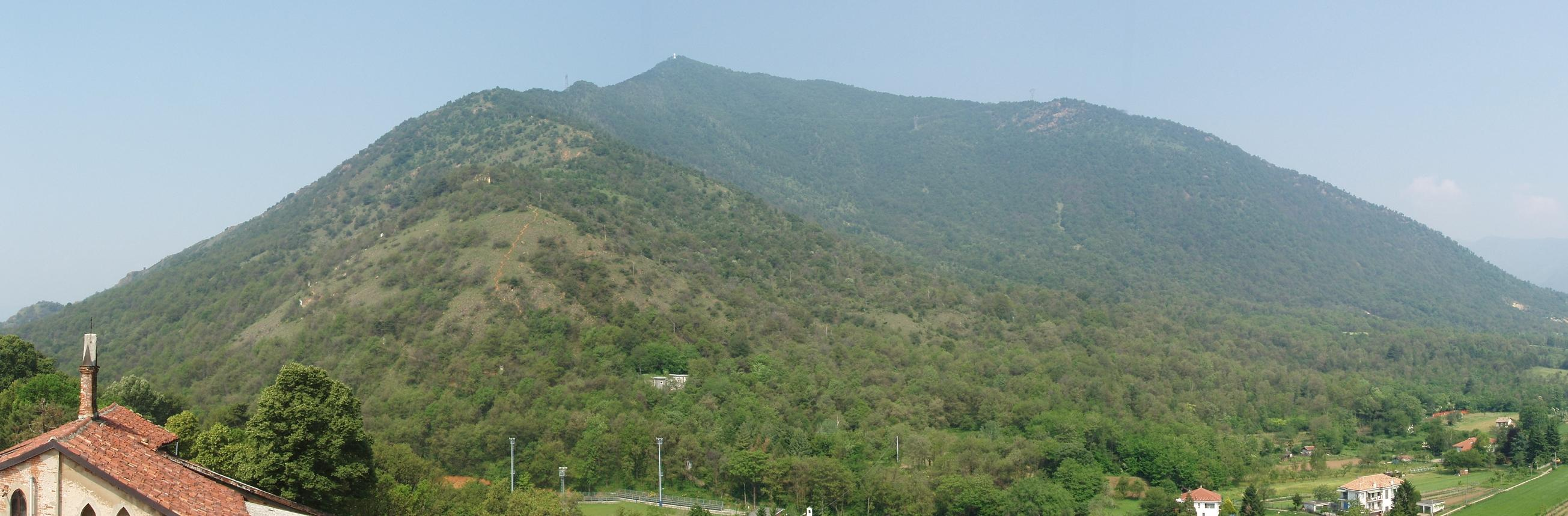
Panoramica del Musinè dalla torre del castello Cays, Caselette (TO)
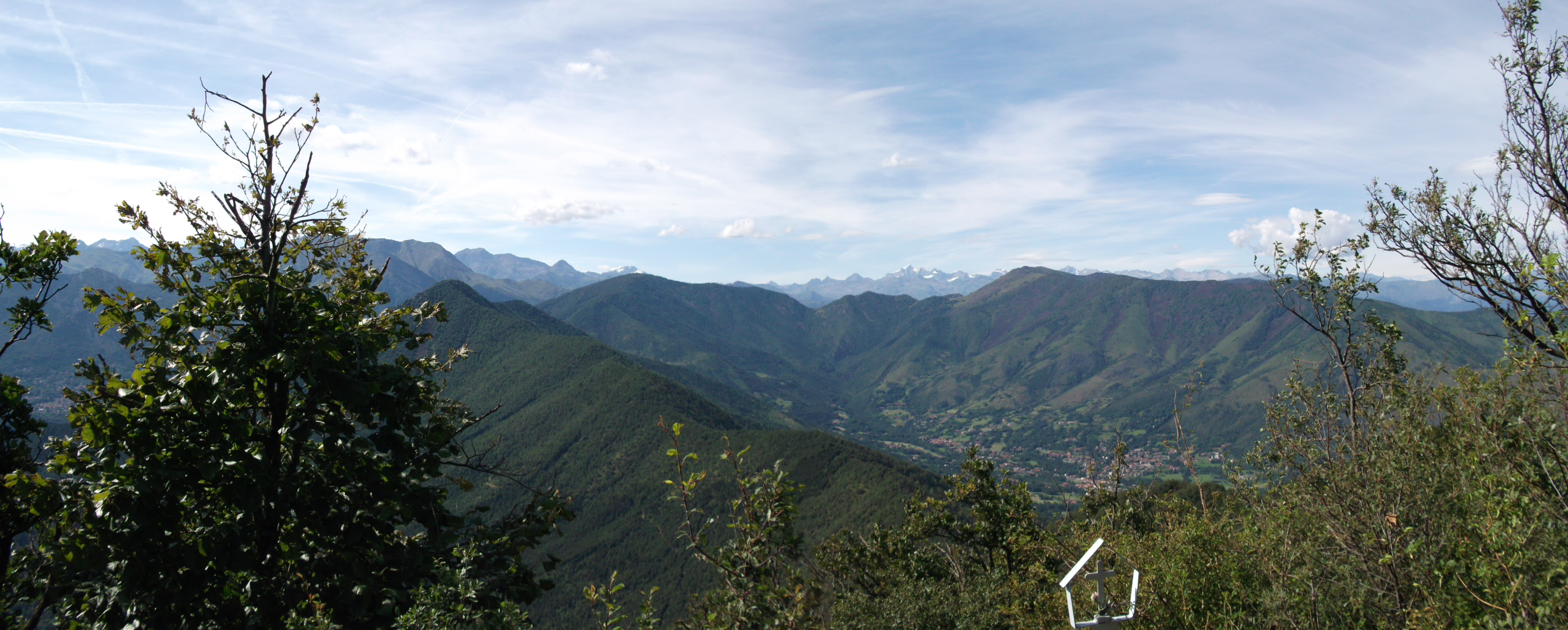
Panorama sulla catena delle Alpi vista dalla sommità del Musinè
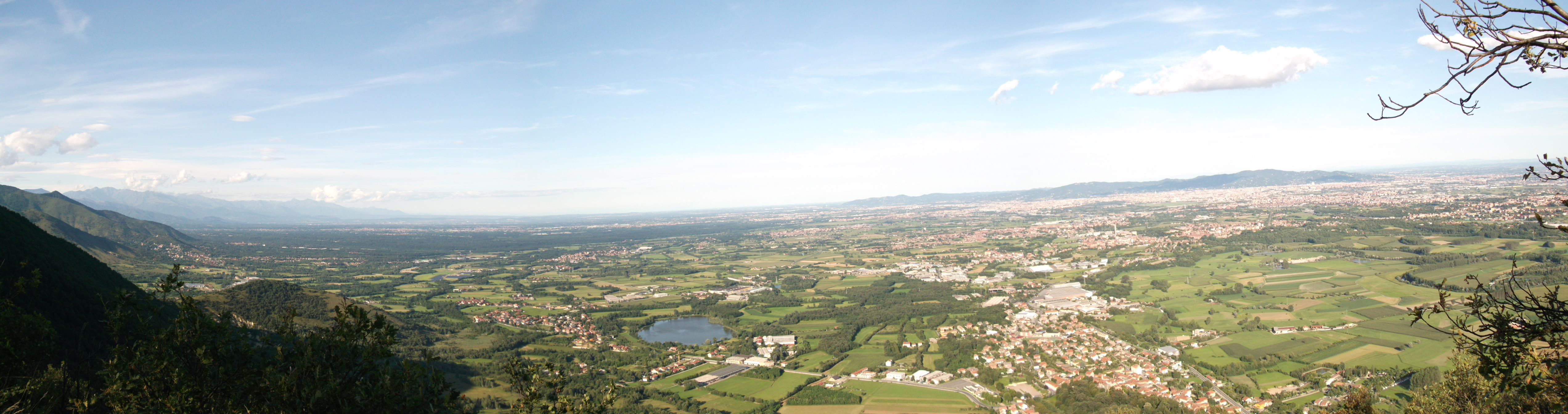
Scorcio dal Musinè sulla pianura circostante e su Torino
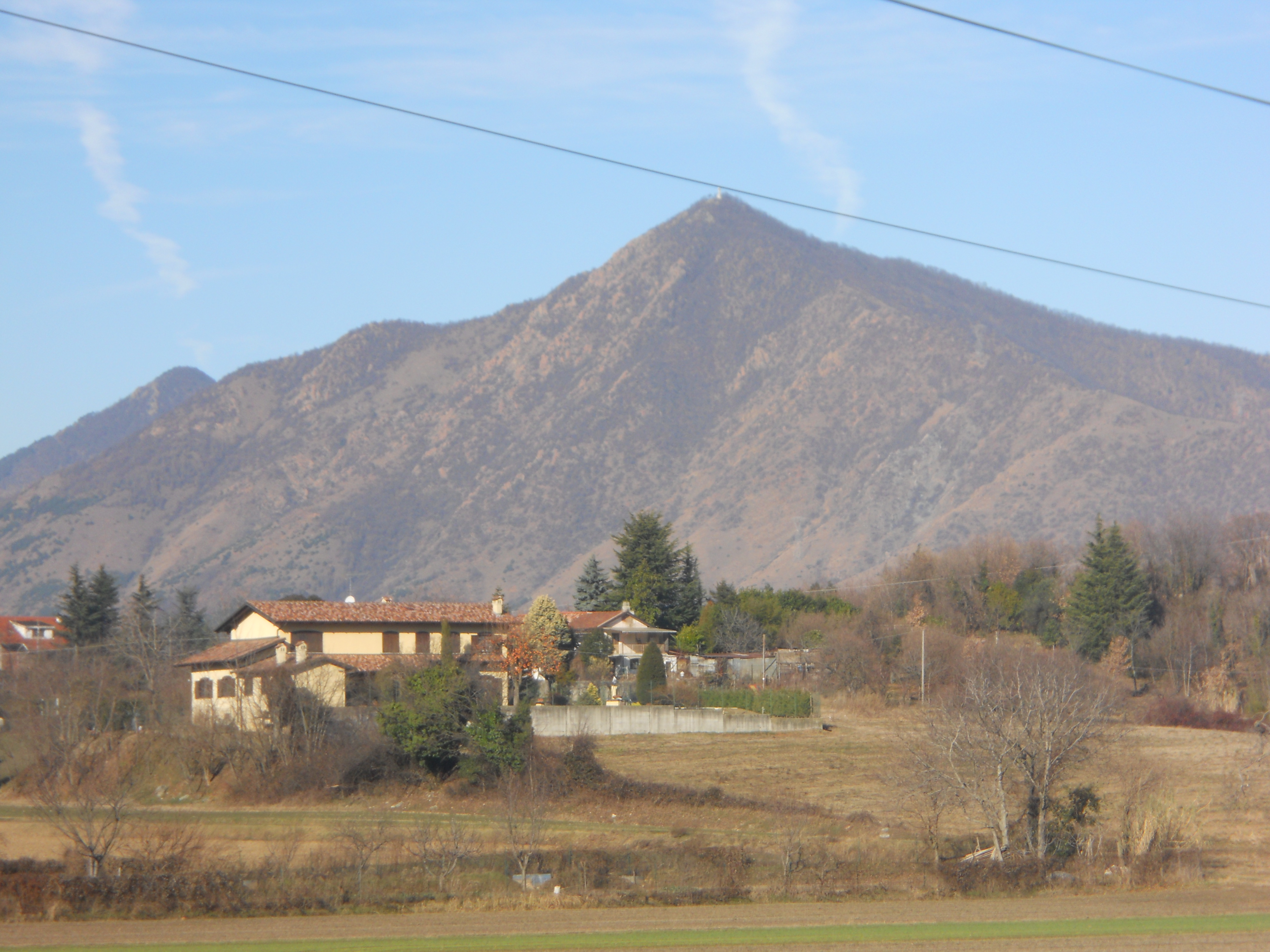
Il Monte Musinè, visto dalle campagne di Rosta
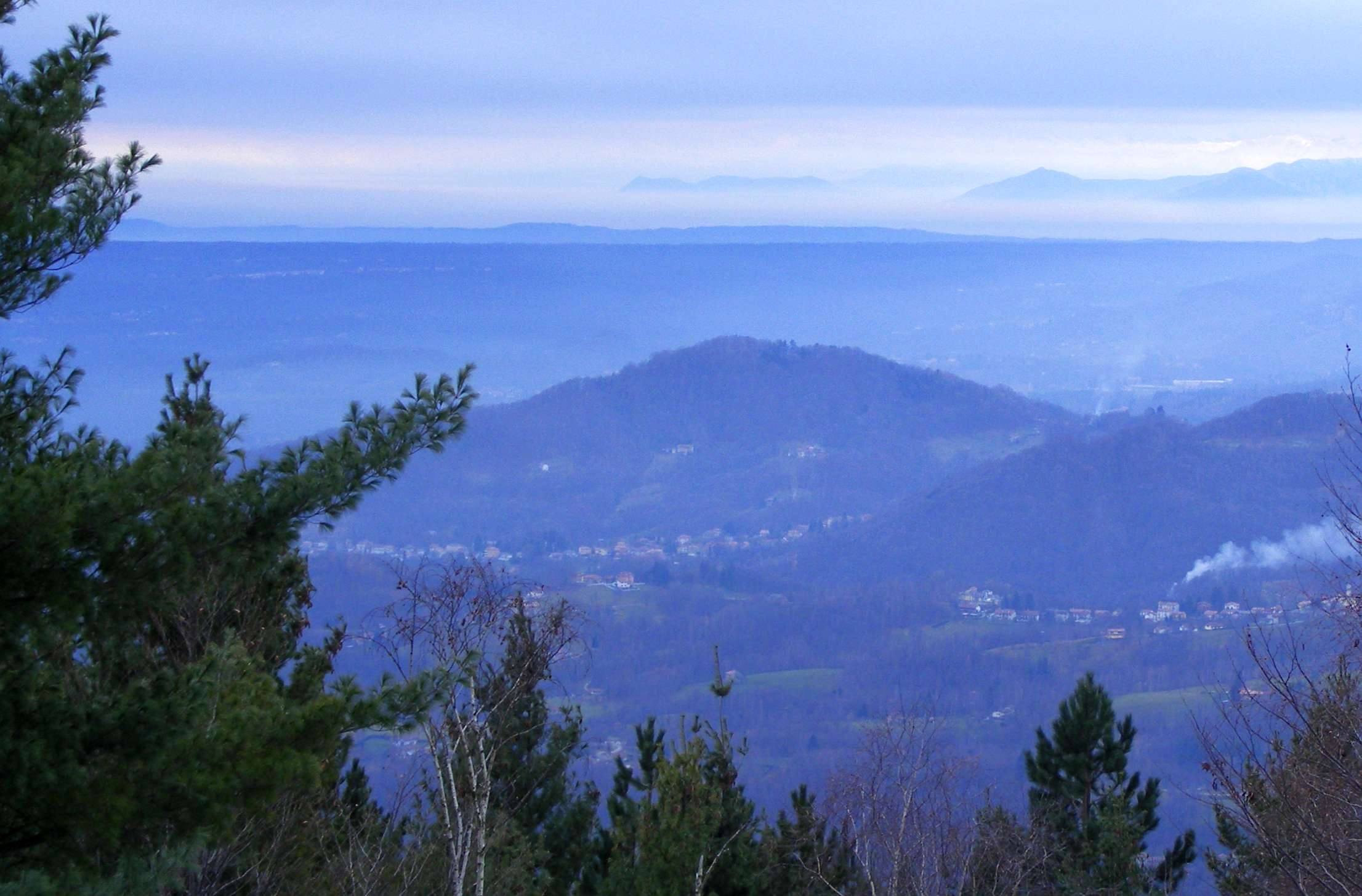
Il Musinè (sullo sfondo, dietro al Bric Burcina) visto dal Monte Casto

### Cartografia
- Cartografia ufficiale italiana dell'Istituto Geografico Militare (IGM) in scala 1:25.000 e 1:100.000, consultabile on line
- Istituto Geografico Centrale - Carta dei sentieri e dei rifugi scala 1:50.000 n. 17 - Torino Pinerolo e Bassa Val di Susa
- Fraternali editore - Carta dei sentieri e stradale scala 1:25.000 n.4 Bassa valle Susa Musinè val Sangone collina di Rivoli